# Ennis
Ennis (del gaélico: Inis, «isla») es la capital y la mayor ciudad del Condado de Clare en la costa oeste de Irlanda, a las orillas del río Fergus y a 241 km de Dublín y 67 km de Galway. Su nombre es una abreviación del original Inis Cluain Ramh Fhada. La población de Ennis está situada a apenas 19 km al norte del Aeropuerto de Shannon, y a relativa poca distancia de atracciones turísticas como los Acantilados de Moher, el Castillo de Bunratty o el de Dromoreland.